# František Bogataj
František Bogataj (ur. 21 marca 1913 w Uherským Ostrohu, zm. 4 lutego 1999) – czechosłowacki wojskowy, dowódca oddziału partyzanckiego pod koniec II wojny światowej, współpracownik amerykańskich służb wywiadowczych w okresie powojennym.
Od 1934 r. służył w armii czechosłowackiej. Po utworzeniu Protektoratu Czech i Moraw w marcu 1939 r., wstąpił do organizacji konspiracyjnej Obrona Narodu. Zagrożony aresztowaniem przez Niemców w grudniu tego roku przedostał się do Francji. Brał udział w kampanii francuskiej 1940 r. Został ewakuowany do Wielkiej Brytanii. Po przejściu przeszkolenia spadochronowego w ramach operacji Carbon został zrzucony do kraju w 1944 r. Utworzył oddział partyzancki, który walczył z Niemcami do końca wojny. Po jej zakończeniu ponownie służył w armii. Po przejęciu władzy przez komunistów w lutym 1948 r., został zdemobilizowany. Jeszcze w tym samym roku przedostał się na Zachód. W RFN podjął współpracę z amerykańskimi służbami wywiadowczymi. Prowadził szkolenia dla agentów mających być wysłanymi do Czechosłowacji. W 1954 r. wyjechał do USA, gdzie znalazł pracę w sektorze bankowym. Doszedł do stanowiska wiceprezesa jednego z banków w Chicago. W 1993 r. został mianowany generałem majorem rezerwy.